# Yngve Holm
Yngve Holm (Västervik, 12 de setembre de 1895 - Estocolm, 16 de febrer de 1943) va ser un regatista suec que va competir a començaments del segle xx. Era germà del també regatista Tore Holm.
El 1920 va prendre part en els Jocs Olímpics d'Anvers, on va guanyar la medalla d'or en la categoria de 40 m² del programa de vela. Holm navegà a bord del Sif junt a Tore Holm, Axel Rydin i Georg Tengwall.